# Емпорій (раннє середньовіччя)

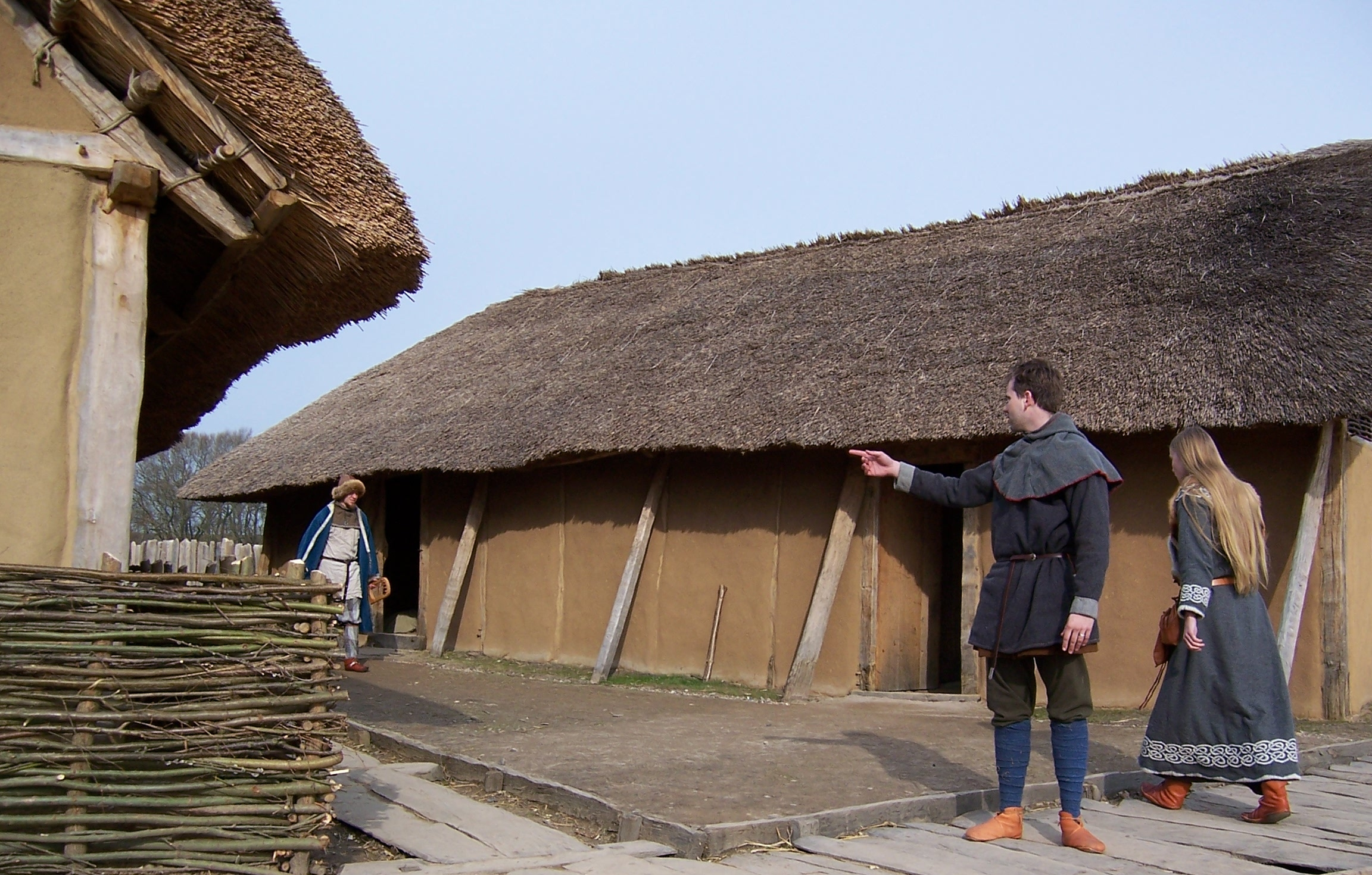
Сучасна реконструкція емпорія в Хедебю.

Емпорій (лат. emporium) — загальна назва, що застосовується для торгових поселень, що виникли в північно-західній Європі в VI—VII століттях і проіснували до IX століття. Також відомі як «вікі» або «вічі» (англ. wics, лат. vicus), емпорії з'являються на периферії областей, характеризуються відсутністю інфраструктури (як правило, немає церков і розвиненої системи міських укріплень) і вони недовговічні, через те, що близько 1000 року емпорії заміщуються європейськими містами що відроджуються. Прикладами емпоріїв є Дорестад, Quentovic, Іпсвіч, Hamwic, і Lundenwic. Їх роль в економічній історії Західної Європи залишається не до кінця зрозумілою. Найвідоміший дослідник емпоріїв — британський археолог Річард Ходжес.
Сучасне розуміння ролі емпоріїв як протоміст змінюється в міру накопичення нових і осмислення наявних даних археології. Загальноприйнятою є точка зору, що в умовах темних віків і раннього середньовіччя створення підконтрольних торговельно-ремісничих поселень було єдиним способом для варварської родоплемінної знаті отримати постійний доступ до товарів категорії «люкс», володіння якими, власне, і виділяла знатного людини з-поміж одноплемінників. Цим, зокрема, пояснюється відсутність укріплень — безпека гарантувалася місцевою знаттю, а контроль і залежність міста гарантувалися відсутністю власної військової організації. Цим же пояснюється і не завжди оптимальний вибір місця, яке теж вибиралося з міркувань близькості до резиденції племінної знаті і зручності контролю. У західній Європі воліють розташовувати емпорії поруч з римськими укріпленнями, які служили цитаделлю для гарнізону що контролював місто і притулком в разі реальної зовнішньої небезпеки. Залежність протоміста-емпорія від місцевих владик пояснює і їх долю — більшість з них були перенесені або переїхали разом з перенесенням центру місцевої влади на нове місце.
Сучасний погляд на економічну роль емпоріїв поступово змінюється від уявлень про емпорії як про торговельно-імпортні центри до розуміння великої ролі місцевого виробництва (можливо — з імпортної сировини). Іноді виділяється сегрегація ремісничих і садибних, вільніше спланованих і орієнтованих на сільське господарство кварталів. Цікаво, що ситуація, коли економічно успішні емпорії намагалися контролювати племінні еліти що оточували їх, виявилася недостатньо стійкою: так, наприклад, великоморавські протоміські агломерації Мікульчіце, Старе Мєсто біля Угерске Градіште, Погансько (поблизу Бржецлава), що процвітали на обслуговуванні Імперії Каролінгів в IX—X століттях, практично миттєво зникли після зміни економічної ситуації, викликаної вторгненням угорців в Х столітті, хоча самі вони і не були зруйновані бойовими діями. У цей же самий час західноєвропейські емпорії виявилися напрочуд стійкими і не зникали, не дивлячись на неодноразові спустошливі набіги вікінгів.

## Приклади європейських емпорій— протоміст
| Ймовірна назва і локалізація                                                                         | Час існування                                              | Розмір                                                       | Укріплення та планування                                                                            | Доля | Примітки                                      |
| --- | ---------------------------------------------------------- | ------------------------------------------------------------ | --------------------------------------------------------------------------------------------------- | --- | --------------------------------------------- |
| Хельге на o. Хельге (шв.) на оз. Меларен                                                             | I-II — XI ст., Ремісниче виробництво у II—VII ст.          |                                                              | Форнборг і сім груп будинків що змінюють один одного                                                | Виробництво згортається в VII столітті і поселення приймає характер садиби                                                      | [ 2 ]                                         |
| Павікен, затока Павікен, о. Готланд                                                                  | VIII-XI ст.                                                |                                                              | Форнборг, пальове загородження у воді                                                               | Перенесено в Вестергарн після обміління затоки                                                                                  | [ 3 ]                                         |
| Бірка, о. Бйорко в оз. Меларен                                                                       | 800—975 рр.                                                | 7 га, постійно проживало 700—1000 чол.                       | Цитадель — форнборг, пальове загородження в воді, вал (покинутий ще в період існування міста)       | Можливо, перенесений в Сигтуну, втратив значення після обміління Седертельської протоки або зруйнований під час нападу ворогів. | Контролювати з королівської садиби Ховгорден. |
| Альдейг'юборг, земляне городище Старої Ладоги, нижня берегова тераса р. Волхов у впадіння р. Ладожки | засновано 753 р.                                           | До 850-их рр. забудова поширюється на лівий берег р. Ладожки | не раніше 860-х будується перша фортеця — цитадель на мисовому майданчику між р. Ладожки і Волховом | Перетворюється в місто. | [ 4 ]                                         |
| Квентовік, р. Канш — біля 3-х км від гирла                                                           | VII-XI ст.                                                 | 35 га                                                        | римський форт в гирлі р. Канш, сучасне м Етапль                                                     | Після неодноразових набігів вікінгів поступається своє значення місту Монтрей-сюр-Мер вище за течією.                           | [ 5 ]                                         |
| Рюрикове городище, берегова тераса і мис біля впадіння до р. Волхов р. Волховець                     | IX-X ст., Потім перетворюється в заміську княжу резиденцію | 9-13 га.                                                     | вал IX ст. покинутий і забудований в X ст.                                                          | Поступається своєю роллю Новгороду, перетворюється в заміську княжу резиденцію                                                  | [ 4 ]                                         |